# Schwarze Madonna von Tschenstochau

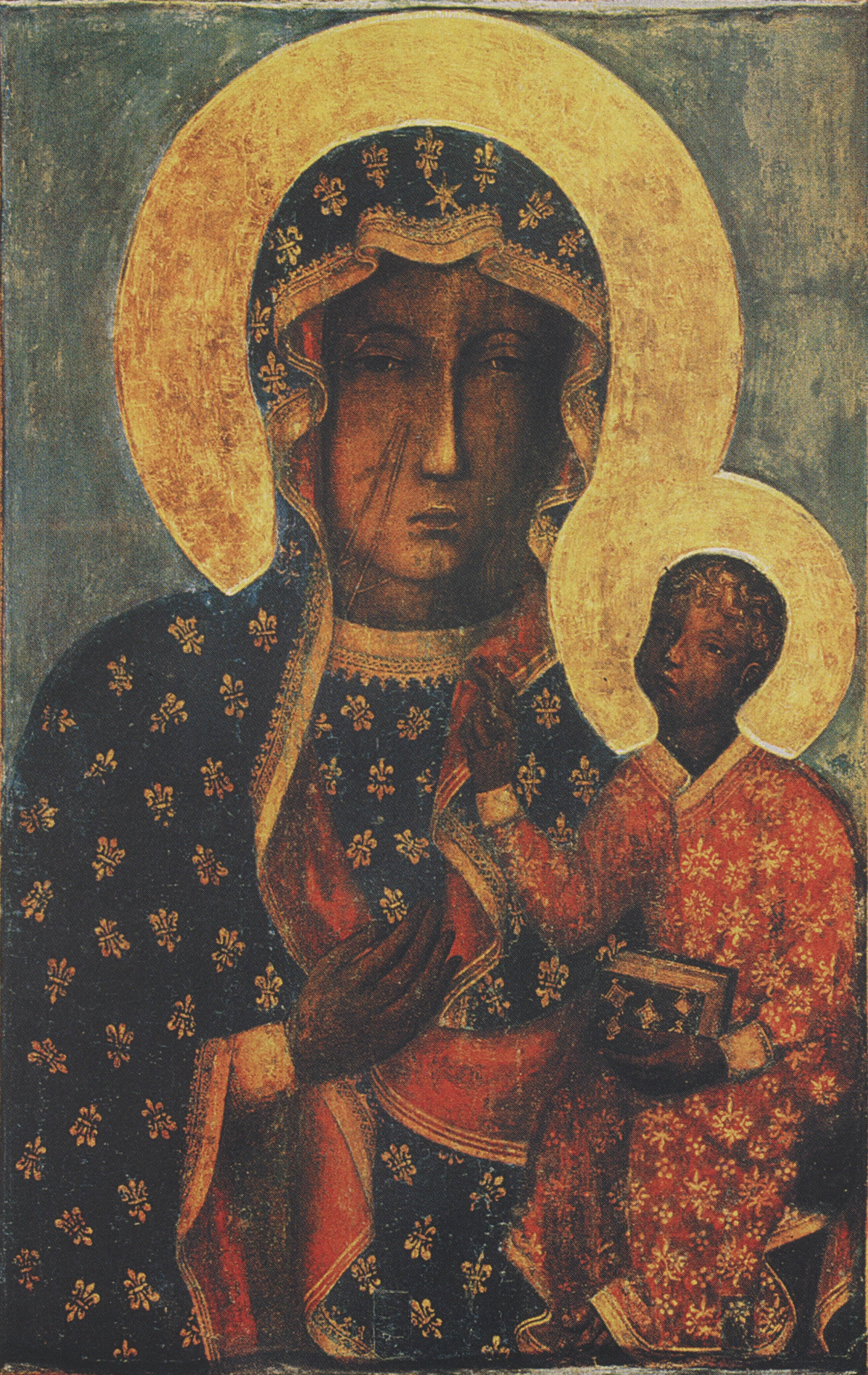
Ikone der Schwarzen Madonna von Tschenstochau (15. Jahrhundert)

Die Schwarze Madonna von Tschenstochau (polnisch Czarna Madonna oder Matka Boska Częstochowska, auch Obraz Matki Boskiej Częstochowskiej, lat. Imago thaumaturga Beatae Virginis Mariae Immaculatae Conceptae in Claro Monte, kirchenslawisch Ченстоховская икона Божией Матери) ist ein Gnadenbild der Jungfrau Maria, das in Polen als nationales Symbol verehrt wird, zugleich die heiligste Reliquie des Landes darstellt und als Ziel von Wallfahrten dient. Die Schwarze Madonna, die dem byzantinischen Ikonentypus der Hodegetria entspricht, befindet sich seit sechs Jahrhunderten im Kloster Jasna Góra.

## Beschreibung und kunstgeschichtliche Aspekte

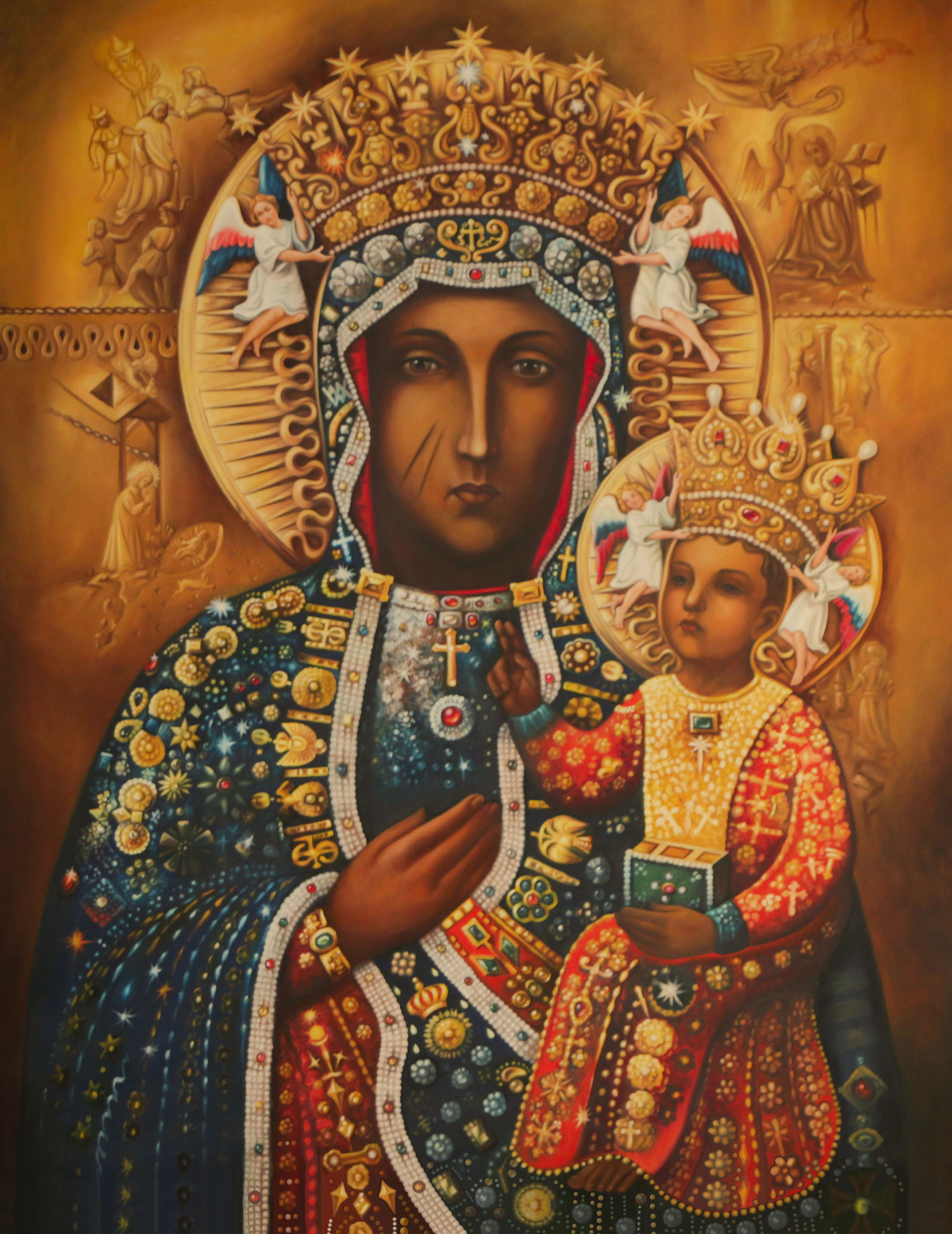
Stempel der Schwarzen Madonna von Tschenstochau (21. Jahrhundert)

Das Marienbild, mit Tempera auf eine Holztafel aus Lindenholz gemalt, ist 122,2 × 82,2 × 3,5 cm groß. Ikonografisch gehört es zum Typus der Hodegetria, bei der die Muttergottes und das Jesuskind aufrecht sitzend dargestellt sind und die Mutter mit ihrer Rechten auf das auf ihrem linken Arm sitzende Kind weist. Charakteristisch für den Typus der Hodegetria ist auch die Schriftrolle oder, wie im Fall der Schwarzen Madonna von Częstochowa, eine gebundene Bibel in der linken Hand Jesu, die ihn als fleischgewordenes Wort Gottes ausweist. Seine Rechte ist zum Segenzeichen erhoben. Maria trägt auf dem Bildnis ein dunkles Gewand und einen Mantel mit goldenen Lilienmotiven, die ein Symbol für die Jungfräulichkeit Marias sind. Auf dem Kapuzenteil ihres Mantels prangt über ihrer Stirn ein sechszackiger Stern. Jesus trägt ein rotes Gewand, ebenfalls mit goldenen stilisierten Blumenmustern. Die Köpfe von Jesus und Maria sind von einem vergoldeten Heiligenschein umgeben. Das Bild hat einen blau-grünen Hintergrund. Zu speziellen Anlässen wird das Bild mit edelsteinbesetzten Kleidern und goldenen Kronen geschmückt. Die Gesichter von Maria und Jesus haben eine dunkle, fast schwarze Farbe. Auf der rechten Wange sind bei Maria tiefe Schnitte zu sehen.
Das ursprüngliche Gnadenbild ist wohl byzantinischen Ursprungs und muss irgendwann zwischen dem 6. und 14. Jahrhundert gemalt worden sein. Es wurde 1433 vollkommen neu übermalt, nachdem es im April 1430 bei einem Überfall protestantischer Hussiten zerstört worden war. Dabei wurde die ursprüngliche Holztafel verwendet, da diese der Legende nach aus dem Tisch der heiligen Familie angefertigt worden war. Durch die Restauration kam es zu einer Vermischung der byzantinischen Ikonografie mit den stilistischen Mitteln der europäischen Kunst des 15. Jahrhunderts.

## Legenden und Geschichte
Um die Schwarze Madonna von Częstochowa ranken sich zahlreiche Legenden. So soll sie auf einem Bild basieren, das der hl. Lukas auf einem Zypressentisch der heiligen Familie gemalt haben soll. Dieses Bild soll 326 von der hl. Helena zu Konstantin dem Großen nach Konstantinopel gebracht worden sein. Im 14. Jahrhundert soll das Bild schließlich als Mitgift einer byzantinischen Prinzessin nach Osteuropa gekommen sein. Der Legende nach wollte es Prinz Ladislaus von Polen 1382 nach einem Tatarenüberfall, bei dem das Bildnis der Muttergottes am Hals beschädigt wurde, von Bełz nach Oberschlesien bringen. Bei Jasna Góra verweigerten die Kutscherpferde ihren Dienst, was als Zeichen gesehen wurde, dass das Bild dort ins Kloster gebracht werden solle. Bei einem Überfall während der Hussitenkriege in Schlesien auf das Kloster sollen ebenfalls die Pferde der Hussiten den Dienst verweigert haben, das Bild von Jasna Góra fortzubringen.
Nachdem ein Soldat das Bild zweimal mit einem Säbel beschädigt haben soll, wurde er der Legende nach vom Blitz getroffen. Die dadurch entstandenen Hiebe ließen sich nicht übermalen, da die Farbe immer wieder verlief. In der Tat wurde das Kloster am 14. April 1430 von Hussiten überfallen und das Gemälde schwer beschädigt. Die Plünderer rissen das Bild vom Altar, beraubten es aller wertvollen Kostbarkeiten, schlugen der Madonna mit dem Schwert ins Gesicht und warfen das Bild auf den Boden, wo die hölzerne Tafel in drei Teile zerbrach. Danach sollte es in Krakau am königlichen Hof restauriert werden, was zunächst nicht gelang, da die Restauratoren versuchten, Temperafarben auf einem Bild der Enkaustik anzuwenden. Daher wurde das Wachs entfernt und eine möglichst getreue Kopie des Bildes geschaffen. Die Spuren der Schwerthiebe wurden zur Erinnerung nachgeritzt. Die Schändung des Bildes steigerte die Berühmtheit des Gnadenbildes nachträglich.
Der Legende nach soll bei der Belagerung von Jasna Góra durch die Schweden 1655 die Schwarze Madonna von Częstochowa eingegriffen und das Kloster geschützt haben. Vor der Schlacht wurde die Ikone heimlich auf die Burg in Lublinitz und später in das Paulinerkloster in Mochau zwischen den Städten Neustadt und Oberglogau gebracht. Die Schwarze Madonna von Częstochowa wurde ein Jahr später von König Johann II. Kasimir symbolisch zur Königin Polens gekrönt.
1979 besuchte Papst Johannes Paul II. das Gemälde in Jasna Góra. Zur Schwarzen Madonna von Częstochowa wallfahren jährlich mehrere Millionen Pilger aus der ganzen Welt; spezielle Wallfahrten finden im Juli und um das Hochfest Mariä Himmelfahrt im August statt.
Die Schwarze Madonna, die bei Pilgermessen in der Klosterkirche zu sehen ist, wird regelmäßig mit neuen Gewändern eingekleidet. Diese entstehen in Handarbeit aus den wertvollen Materialien, die die Wallfahrer als Gaben mitbringen.

## Kopien und Rezeption

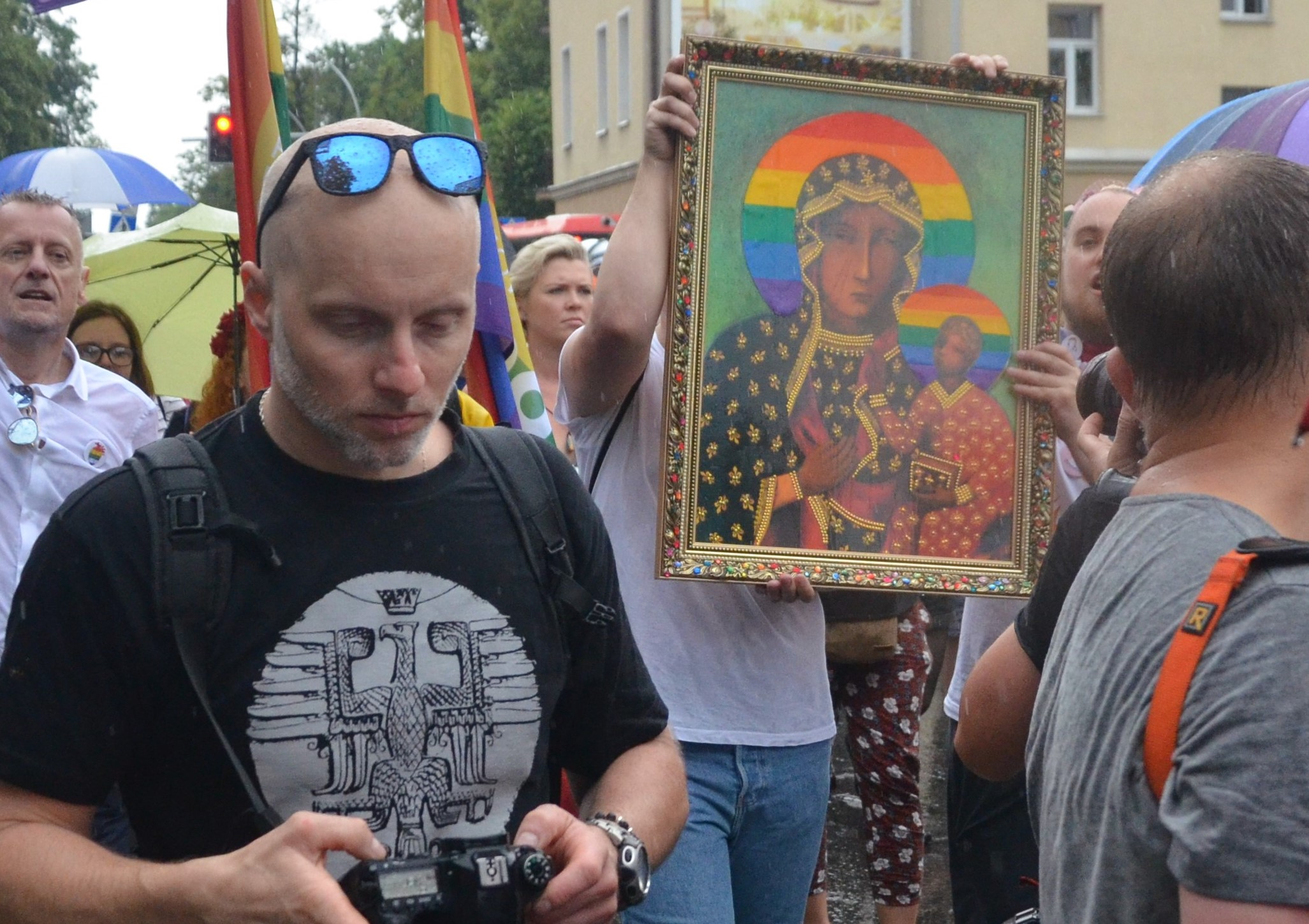
Kontroverse Kopie der Ikone der Schwarzen Madonna von Tschenstochau während der Parada Równości (2019)

Die Schwarze Madonna von Częstochowa hat viele literarische und musikalische Werke inspiriert. In neuerer Zeit haben der Schwarzen Muttergottes unter anderem Henryk Górecki und Sir Andrzej Panufnik ihre Kompositionen gewidmet.
Eine Kopie des Gnadenbildes befindet sich z. B. in Österreich im Franziskanerkloster Eisenstadt.
Auch in den orthodoxen Kirchen gibt es zahlreiche Kopien der Schwarzen Madonna von Częstochowa. Durch polnische Einwanderer und Missionare kamen Abbildungen auch nach Haiti, wo Bildnisse der Voodoo-Gottheit Ezili Dantor häufig mit ikonografischen Details der Schwarzen Madonna von Częstochowa ausgestaltet werden.